# 独脚鹤
《独脚鹤》（英語：One Foot Crane）是1978年上映的一部香港電影，由巫敏雄执导，石文户编剧，李丽丽等領銜主演。该电影主演讲述一个女子和一些人一起剿灭盗贼，从而为自己为父报仇的故事。

## 劇情簡介
充满正义感的冯庄主因为惹到了一伙盗贼，结果落了个满门抄斩的结局，不过其女儿却幸存了下来，并通过练习鹤形功夫以及和一些人合作，将杀死她全家的盗贼团伙歼灭。

## 演员
- 李丽丽
- 罗烈
- 卫子云
- 司马华龙
- 苗天
- 蔡弘
- 程清
- 柯佑民
- 勾峰
- 江青霞

## 備註
1. ↑  黄仁. . 2004年.
2. ↑  胡平生. . 2020年.
3. ↑  梁良. . 1984年.

## 相關連結
- 互联网电影数据库（IMDb）上《独脚鹤》的资料（英文）
- 豆瓣电影上《独脚鹤》的資料 （简体中文）
- 香港影庫上《独脚鹤》的資料（繁體中文）
- Googleplay链接 （页面存档备份，存于）